# Editorial Teide
Editorial Teide és una empresa editora fundada a Barcelona el 1942 per Frederic Rahola i d'Espona, deixeble d'Alexandre Galí i Coll i de la Mútua Escolar Blanquerna, i Jaume Vicens i Vives, historiador que havia col·laborat a l'Institut-Escola. La seva seu és al carrer de Viladomat, de Barcelona.
Des dels seus inicis, la seva activitat s'ha centrat en els llibres d'ensenyament, des de l'ensenyament primari fins al batxillerat, i destacà per la seva renovació tant en el contingut dels llibres com en la seva presentació. Inicialment, la producció de llibres es feia en castellà, però el 1954 l'editorial va editar el primer llibre didàctic en català de la postguerra, Història de la literatura catalana de Joan Ruiz i Calonja i posteriorment, el 1965, va editar el primer llibre destinat als infants, Beceroles, d'Àngels Garriga de Mata.
L'Editorial Teide ha recollit i incorporat als seus llibres escolars la tradició pedagògica més avançada i transformadora de Catalunya, tot introduint a l'escola les noves tendències lingüístiques (amb la incorporació de Carmina Pleyan i Cerdà) i fins i tot matemàtiques (Zoltán Pál Dienes). Darrerament, la presència del català en les edicions de l'Editorial és força important.